# Рейнольдс, Джон Фултон
Джон Фултон Рейнольдс (англ. John Fulton Reynolds; 20 сентября 1820 — 1 июля 1863) — американский кадровый офицер, участник гражданской войны в США на стороне Союза. Был одним из самых уважаемых генералов федеральной армии. Его Первый корпус раньше всех прибыл на поле боя под Геттисбергом, где Рейнольдс погиб в самом начале сражения.

## Ранние годы
Рейнольдс родился в Ланкастере, штат Пенсильвания, и был одним из десяти выживших детей Джона Рейнольдса (1787–1853) и Лидии Мур Рейнольдс (1794–1843). Среди его братьев были Джеймс Лефевр Рейнольдс, генерал-квартирмейстер Пенсильвании, и контр-адмирал Уильям Рейнольдс. В детстве Рейнольдс учился в Литице, в 10 км от его дома в Ланкастере, затем окончил школу в Лонг-Грин в Мериленде, а затем академию округа Ланкастер.
В 1837 году Рейнольдс поступил в академию Вест-Пойнт при помощи сенатора и будущего президента Джеймса Бьюкинена, который был другом семьи Рейнольдсов. Он окончил академию 26-м из 50 кадетов выпуска 1841 года и был определён временным вторым лейтенантом в 3-й артиллерийский полк и направлен служить в форт Мак-Генри в Балтиморе. С 1842 по 1845 годы он служил в городе Сент-Августин во Флориде и форте Молтри в Южной Каролине, в 1846 стал первым лейтенантом регулярной армии. Во время мексиканской войны вступил в армию Закари Тейлора в Техасе. В Мексике он получил два временных повышения: до капитана за сражение при Монтеррее и до майора за сражение при Буэна-Виста. В последнем он командовал артиллерией, которая спасла левый фланг американской армии от атаки мексиканской кавалерии. В годы той войны он познакомился и подружился с офицерами Уинфилдом Хэнкоком и Льюисом Армистедом.
В Мексике Рейнольдс впервые столкнулся с портретной фотографией (дагеротипией). 25 июля 1847 года он написал жене из Салтильо, что сделал свой "дагеротип". Таким образом он оказался в числе первых американских офицеров, запечатлённых на фотографии.
После возвращения из Мексики Рейнольдса направили служить в Форт-Прэбл в штате Мэн и затем в Форт-Лафайет в гавани Нью-Йорка. 3 марта 1855 года получил звание капитана. В том же году его послали на запад, в Форт-Орфорд в Орегоне, а в 1856 он участвовал в Войнах на Красной реке. В 1857–1858 годах он участвовал в Ютской войне против мормонов. С сентября 1860 по июнь 1861 года Рейнольдс служил в Вест-Пойнте комендантом кадетов, одновременно читая курсы артиллерийского дела, пехотной и кавалерийской тактики. В это же время Рейнольдс был помолвлен с Кэтрин Мэй Хьюитт. Они принадлежали к различным церквям: Рейнольдс к протестантской, Хьюитт к католической, поэтому помолвка держалась в тайне от родителей Хьюитт до самой смерти Рейнольдса.

## Гражданская война
Когда началась гражданская война, Рейнольдсу предложили должность адъютанта при генерале Уинфилде Скотте, но он отклонил предложение. Тогда его назначили подполковником в 14-й пехотный полк, но не успел он отправиться в полк, как 20 августа 1861 года его повысили до бригадного генерала и направили в Вашингтон. Уже в пути его перенаправили на мыс Гаттерас. Вскоре поступил новый приказ — Рейнольдса направили в новосформированную Потомакскую армию, где он должен был принимать квалификационные экзамены у офицеров-добровольцев. Но и здесь он надолго не задержался — почти сразу ему было поручено командовать бригадой в дивизии, известной как Пенсильванская Резервная.
Когда началась Кампания на Полуострове, Рейнольдс со своей бригадой занял город Фредериксберг в Вирджинии и был назначен его военным губернатором. Однако вскоре его бригада была отправлена на полуостров и присоединена к V корпусу у Механиксвилля. Это случилось как раз перед Семидневной битвой. Бригада Рейнольдса стояла на крайнем правом фланге армии и попала под первую атаку. Основной удар пришёлся на соседнюю бригаду Сеймура, но и Рейнольдсу пришлось отражать атаку двух бригад противника. Ему удалось устоять. Рейнольдс не знал, что во фланг и тыл ему готовилась атака отряда генерала Джексона, которая не произошла по недоразумению. За успешную оборону Рейнольдс удостоился благодарности дивизионного командира Джорджа Маккола. На следующий день в сражении при Гэйнс-Милл он снова удерживал правый фланг. На следующий день уставший от двух дней сражений Рейнольдс заснул у Боатсвейн-Свамп и не заметил, как его части отошли, и попал в плен. Его доставили к генералу Дэниэлю Хиллу, с которым он дружил в предвоенный период. «Рейнольдс, не смотрите так мрачно на своё пленение, — сказал ему Хилл, — на войне это случается» ("Reynolds, do not feel so bad about your capture, it is the fate of wars"). Рейнольдса доставили в Ричмонд в тюрьму Либби, но уже 15 августа обменяли на генерала Ллойда Тильмана.

### Булл-Ран, Фредериксберг и Чанселорсвилл
Через два дня после пленения Рейнольдса в руки противника попал и его командир Маккол, поэтому когда Рейнольдс вернулся из плена, его повысили до уровня дивизионного командующего и поручили ему Пенсильванскую Резервную дивизию. Она состояла из трёх бригад: Джорджа Мида, Трумана Сеймура и Конрада Джексона. Вскоре дивизия была переведена на север и включена в Вирджинскую армию генерала Джона Поупа, где она действовала независимо.
Дивизия Рейнольдса приняла участие во Втором сражении при Булл-Ран. 29 августа она была задействована для атаки генерала Зигеля на правый фланг противника, однако Рейнольдс не стал посылать вперёд пехоту и ограничился артиллерийской дуэлью. Вечером того же дня Рейнольдс наткнулся на части конфедеративной армии Лонгстрита и сообщил об этом главнокомандующему, но Поуп решил, что Рейнольдс встретил корпус Портера, и не придал значения этой информации. 30 августа дивизия Рейнольдса должна была поддержать атаку Портера на правый фланг противника, но не была введена в действие и простояла всё время атаки на холме Чинн-Ридж. В этот момент она была единственной дивизией, прикрывающей левый фланг армии. Когда же атака Портера закончилась неудачей, Макдауэлл приказал Рейнольдсу увести дивизию с холма на помощь Портеру и тем самым открыл фланг. Крыло генерала Лонстрита пошло в атаку и опрокинуло федеральные фланговые дивизии. Две бригады из дивизии Рейнольдса были срочно переброшены на холм Генри. Они попали под атаку дивизии Дэвида Джонса, но смогли удержать позиции. Рейнольдс лично водил бригады в штыковую атаку. Ему удалось остановить наступление южан, что помогло федеральной армии отступить с поля боя.
Когда армия южан под командованием генерала Ли вошла в Мериленд, губернатор Пенсильвании Эндрю Картин потребовал передать ему Рейнольдса для командования пенсильванским ополчением. Макклелан заявил, что губернатор тем самым лишает армию целой дивизии, но губернатор настаивал, и Рейнольдс провёл две недели за тренировками стариков и подростков, пропустив сражение при Энтитеме. В конце 1862 года он вернулся в Потомакскую армию и был назначен командиром I корпуса. Корпус состоял из трёх дивизий: Эбнера Даблдея, Джорджа Мида и Джона Гиббона. Когда Эмброуз Бернсайд принял командование Потомакской армией, он объединил корпус Рейнольдса с VI корпусом Смита в «Левую гранд-дивизию». В составе этой гранд-дивизии Рейнольдс принял участие в сражении при Фредериксберге, где его корпус атаковал правый фланг противника и добился некоторого результата. Дивизия Мида сумела прорвать позиции противника, однако две остальные дивизии не пришли ему на помощь: дивизия Гиббона не смогла продвинуться вперёд, а генерал Дэвид Берни, командующий соседней дивизией, отказался идти в бой без приказа Рейнольдса.
После сражения Рейнольдс был повышен до генерал-майора. Приказ был оформлен задним числом от 29 ноября 1862 года.
Во время сражения при Чанселорсвилле в мае 1863 года Рейнольдс часто конфликтовал с командующим Потомакской армии генералом Хукером. Хукер первоначально поместил корпус Рейнольдса на крайнем левом фланге, чтобы угрожать правому флангу Северовирджинской армии. Но 2 мая он изменил своё решение и приказал корпусу отправиться на крайний правый фланг, находящийся в 20 милях (32 км) западнее, на усиление XI корпуса. Переброска затянулась из-за плохого состояния дорог, и когда корпус прибыл на позиции, XI корпус был уже уничтожен атакой корпуса Томаса Джексона. 4 мая Хукер собрал военный совет, который высказался за продолжение сражения, и Рейнольдс лично голосовал за это. Но Хукер решил отступать. В это время Рейнольдс уже ушёл спать, передав право голоса Миду, но узнав о решении Хукера, он проснулся и достаточно громко пробормотал, чтобы его услышал Хукер: «Зачем было собирать нас всех посреди ночи, если он всё равно решил отступать?» В том сражении 17 000 человек его корпуса так и не вступили в бой. За всю кампанию корпус потерял всего 300 человек.
Рейнольдс присоединился к группе офицеров, настаивающих на смещении Хукера. Чуть ранее по другому случаю он писал в письме, что если не найдётся человека, который сможет командовать без оглядки на Стэнтона (военный министр) и Халлека (главнокомандующий) в Вашингтоне, то он не знает, что станется с Потомакской армией.
2 июня президент Линкольн лично встретился с Рейнольдсом и, как считается, спросил его, готов ли он стать следующим командиром Потомакской армии. Рейнольдс ответил, что он пойдёт на это только в том случае, если ему позволят свободу действий и он будет избавлен от всякого политического давления из Вашингтона. Линкольн не смог дать ему гарантий, и в итоге 28 июня главнокомандующим был назначен Джордж Мид, хотя он был и ниже Рейнольдса по званию.

### Геттисберг
В июне 1863 года Рейнольдс осуществлял общее командование над левым крылом Потомакской армии, куда входили I, III, XI корпуса и кавалерийская дивизия Джона Бьюфорда. Утром 1 июля Рейнольдс не спеша выступил вместе с дивизией Уодсворта на север. Он не предполагал сражений в этот день и не проявлял признаков беспокойства. Он был в трёх милях от Геттисберга, когда вестовой от Бьюфорда сообщил о наступлении южан по Чамберсбергской дороге. Рейнольдс велел Уодсворту поторопиться, а сам отправился в Геттисберг. Он прибыл на западную окраину города в то время, когда бригады Арчера и Дэвиса разворачивались на хребте Херр-Ридж для атаки на Семинарский хребет.
Рейнольдс встретил Бьюфорда, и тот изложил ему ситуацию, которая сложилась под Геттисбергом. Рейнольдс принял решение — дать бой под Геттисбергом и удерживать высоты к югу от города. Он сразу же послал вестовых к Миду, Ховарду и, возможно, Сиклсу. Было около 10 утра. Рейнольдс вернулся обратно на Эммитсбергскую дорогу и, добравшись до фермы Кодори, велел разобрать ограждение, чтобы пехота смогла свернуть здесь в поля и идти на Семинарский хребет коротким путём. Здесь Рейнольдса встретил Уодсворт. Они поговорили о том, не стоит ли занять оборону в городе, но решили, что в этом случае город сильно пострадает и лучше всего принять бой западнее, у леса.
Прибыв на Семинарский хребет, Рейнольдс велел батарее Холла занять позицию у дороги, а затем велел Уодсворту обеспечить прикрытие батареи справа, обещав лично заняться прикрытием слева. Бригада Катлера занимала свои позиции, в то время как Железная бригада ещё не подошла на хребет, а передовые линии бригады Арчера уже приближались к лесу Хербст-Вуд. Первой из Железной бригады подошёл 2-й Висконсинский полк полковника Фэирчайлда. Ординарец Рейнольдса (Чарльз Вейл) потом вспоминал, что Рейнольдс сам повёл полк в атаку, но никто из 2-го Висконсинского не упоминает этого события. Предположительно, Рейнольдс находился в тылу наступающего полка. Здесь он крикнул: «Вперёд! Ради Господа, вперёд!» В этот момент он получил ранение в шею (чуть ниже затылка) и замертво упал с лошади. Смерть наступила незамедлительно. Командование перешло к его старшему дивизионному командующему Эбнеру Даблдею.
Смерть Рейнольдса тяжело отозвалась на армии. Его любили и солдаты и офицеры. Не осталось ни одного негативного отзыва о генерале от его современников. Историк Шелби Фут писал, что многие считали его «не только самым высоким по званию, но и вообще лучшим генералом в армии». Его смерть повлияла на все события того дня: Рейнольдс утвердил оборонительный план Бьюфорда и ввёл в бой I корпус, тем самым окончательно выбрав Геттисберг как место решающего сражения. Случайный встречный бой он превратил в генеральное сражение с численно превосходящим на тот момент противником. Смерть Рейнольдса привела к некоторой неразберихе в управлении, и в итоге два федеральных корпуса были опрокинуты противником и отброшены за Геттисберг.
Тело генерала сразу же перевезли из Геттисберга в Тенейтаун (Мэриленд) а затем в его родной Ланкастер, где он был похоронен 4 июля 1863. Сейчас статуя генерала установлена перед мэрией города Филадельфия и ещё три находятся в Геттисбергском Национальном парке.
У Рейнольдса была договорённость с Кейт Хьюитт, что если он будет убит, то она уйдёт в монастырь. После похорон Рейнольдса она отправилась в Эммитсберг (Мэриленд), где стала одной из сестёр милосердия при Ордене Св. Иосифа (сейчас — часть Университета Монт-Сен-Мари).

## Версии гибели
Существуют различные мнения о подробностях смерти генерала. Есть различные версии времени гибели (не то 10:15, не то 10:40 — 10:50) и самого места (восточная часть хребта Мак-Ферсона около позиций 2-го Висконсинского полка или западная часть, около 19-го Индианского), а также стрелка, произведшего роковой выстрел: южанин-пехотинец, южанин-снайпер или случайный "дружеский огонь". Одним из свидетелей события был сержант Чарльз Генри Вейл, ординарец Рейнольдса, который описал произошедшее в письме в 1864 году и ещё раз противоречиво в некоторых деталях через 45 лет в другом письме. Сестра Рейнольдса Дженни утверждала, что пуля прошла от шеи вниз и, таким образом, стреляли сверху — например, с дерева или амбара (излюбленная позиция снайперов). Историки Брюс Каттон и Гленн Такер предполагают выстрел снайпера, Стефан Сирс считает причиной залп 7-го Теннессийского полка по 2-му Висконсинскому, Гарри Пфанц полагает, что стрелок располагался позади позиций 2-го Висконсинского полка. Во всяком случае, так как пуля вошла сзади (чуть ниже затылка) Рейнольдса, и поскольку вряд ли он после своей же команды "Вперёд!" мог бы быть повёрнут спиной к неприятелю, тем более на коне, это означает, что стрелявший был где-то позади генерала.
Генерал-южанин Генри Хет писал в рапорте, что Рейнольдс был смертельно ранен осколком снаряда.

## В культуре
Джон Ротман сыграл роль генерала Рейнольдса в фильме «Геттисберг», в этом фильме его убивает снайпер-южанин. Рейнольдс присутствовал также в фильме «Боги и генералы», но затем его удалили из сценария.